# Герье, Владимир Иванович
Влади́мир Ива́нович Герье́ (фр. Vladimir Guerrier; 17 [29] мая 1837, Ховрино, Московская губерния — 30 июня 1919, Москва) — русский историк, общественный деятель, член-корреспондент Петербургской Академии наук (1902), профессор всеобщей истории Московского университета (1868—1904).
Почётный член Московского (1913), Харьковского, Юрьевского университетов, университета в Кане (Нормандия), член Общества истории и древностей российских, Психологического общества и Общества любителей российской словесности при Московском университете, Московского археологического общества и Русского исторического общества в Санкт-Петербурге.

## Биография
Родился в 1837 году в подмосковном селе Ховрино в семье потомков выходцев из Гамбурга, приехавших в Россию в конце XVIII века. Отец, Иван Франциск Корнелиус Герье, — механик по образованию, работал управляющим имениями, мать, Екатерина Павловна Бруггер, — дочь владельца фабрики музыкальных инструментов.
Владимир рано потерял родителей и воспитывался у родственников.
Среднее образование получил в Петропавловском мужском училище при лютеранской церкви св. Петра и Павла в Косьмодамианском (ныне Старосадском) переулке, затем — в частном пансионе Эннеса, где одним из учителей был А. Н. Афанасьев. В 1854 году поступил на историко-филологический факультет Московского университета. Начало лекций произвело на Герье «неизгладимое впечатление»: «До сих пор оно мне представляется подобию утра прекрасного летнего дня. Это впечатление обуславливается, помимо таланта и симпатичности некоторых из профессоров, заменою школьного знания наукою» На вечере у своего учителя, Петра Кудрявцева, познакомился с Тимофеем Грановским. На втором курсе, увлёкшись лекциями Фёдора Буслаева, Герье написал работу по произведениям собирателя фольклора Кирши Данилова, за которую получил первую золотую медаль. Вскоре он получил вторую золотую медаль за работу, заданную профессором Павлом Леонтьевым — «О роли волка и собаки в мифологии». Выбор пути — словесность или история — был сделан на третьем курсе, когда он слушал лекции С. М. Соловьёва. Получив две золотые медали, Герье мог рассчитывать на степень кандидата и в 1858 году, после окончания университетского курса был оставлен для приготовления к магистерскому экзамену. В это время он стал преподавать литературу и историю в Первом московском кадетском корпусе. В 1862 году защитил магистерскую диссертацию: «Борьба за польский престол в 1733 г.» и был отправлен за границу, где пробыл три года (в Германии, Италии и Париже). Впоследствии он вспоминал:

Большой новостью был для меня исторический семинарий у профессора Кепке с изучением средневековых источников, и моим первым делом в Москве было организация подобного семинария, который отлично прижился у нас.
— Герье В. И. Автобиография // ОР РГБ. Ф. 70. К. 32. Д. 15. Л.9
Избранный в приват-доценты по кафедре всеобщей истории, он начал преподавать в Московском университете с апреля 1864 года; прочитанный им специальный курс лекций по историографии был опубликован в виде отдельной книги — «Очерк развития исторической науки». После смерти Степана Ешевского занял кафедру всеобщей истории.. Летом 1866 года уехал за границу, в Вольфенбюттель — знакомиться с письменным наследием Лейбница. В 1868 году им была защищена диссертация: «Лейбниц и его век», на степень доктора всеобщей истории. Но защита диссертации не привела к избранию Герье профессором университета. Только осенью 1870 года Герье стал читать лекции в должности сверхштатного экстраординарного профессора, назначенного министерством. С 1874 году — штатный ординарный профессор. С сентября 1889 года — заслуженный профессор Московского университета.

### Высшие женские курсы

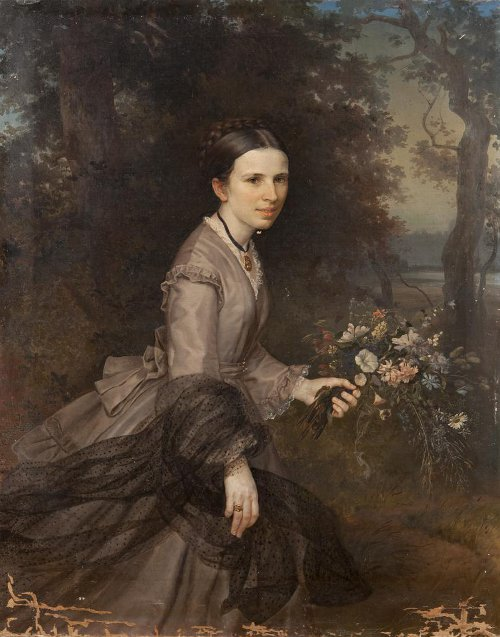
Евдокия Ивановна Герье на портрете В. И. Шервуда (1869)

В 1868 году Герье женился на племяннице Николая Станкевича — Евдокии Ивановне Токаревой (1844—1914), которую обучал ещё в 1860 году. Уже тогда он задумался об организации женского образования. Будучи преподавателем Московского университета он принимал экзамены у учениц, окончивших женские гимназии и желающих иметь возможность работы в качестве домашних учительниц. Вместе с изданием университетского устава 1863 года появился особый циркуляр Министерства народного просвещения, запрещавший «особам женского пола» посещение университетских лекций.
Своеобразным центром борьбы за высшее женское образование стал кружок феминисток, в который входили Евгения Конради, Анна Философова, Мария Трубникова и Надежда Стасова. В 1868 году по их инициативе было подано прошение ректору Петербургского университета, под которым подписалось свыше 400 девушек, с просьбой разрешить обучение в университете женщинам. Прошение поддержали 43 профессора.
Главную цель Герье видел не в приобретении профессии, а в просвещении женщин. Систему образования женщин он предлагал организовать по образцу женского лицея при Берлинском университете так, чтобы его курс непосредственно примыкал к курсу гимназий; однако по его мнению в учебный план «должны входить только предметы, составлявшие необходимые условия общего образования».
В 1872 году Герье подготовил экспериментальный Устав Женских курсов и министр народного просвещения граф Дмитрий Толстой дал разрешение на их открытие в Москве. 1 октября 1872 года на Волхонке в здании Первой мужской гимназии состоялось торжественное открытие Московских высших женских курсов (курсы профессора Владимира Герье). Герье бессменно возглавлял их в первый период деятельности — 1872—1888 годы, а после возобновления их работы — в 1900—1905 годах. В 1905 году должность директора Курсов стала выборной и Владимир Герье, находившийся в то время за границей, не был избран.

### Научно-преподавательская деятельность
Ещё в 1865 году Герье впервые прочёл специальный курс лекций по историографии «Очерк развития исторической науки». В своём курсе Герье обращался к проблеме понимания истории в различные периоды жизни человечества. Он указывал на то, что поскольку каждой эпохе свойственен особенный взгляд на историю, то каждая эпоха удовлетворялась различными ответами в поисках исторической истины. Герье возводил историю как науку к философии истории в её немецком варианте. Потерпев неудачу в таком её понимании, он впоследствии переписал свой труд, озаглавив его «Философия истории от Августина до Гегеля». В ней он отказался рассматривать исторические теории Конта и Спенсера, объяснявшие всё многообразие исторических явлений каким-нибудь одним законом.
Важное значение для Герье имел его курс римской истории, который он построил не просто как фактологический, информационный, но специальный источниковедческий и историографический курс с элементами философии истории.
В курсе по истории Реформации Герье старался доказать один из тезисов своей концепции причинности в истории: зависимость исторического процесса от развития личности и её убеждений. В центр внимания он поставил вопрос о роли и значении католицизма в европейской истории. Он отмечал: что католицизм, по сравнению с ранним христианством, стал более материальным в своей идеологии; в раннехристианской Церкви не было существенного различия между мирянами и духовенством, а у Августина оно выходит на первый план и это было не желание отдельных личностей выдвинуться, а общественное настроение; идея теократии привела к рождению католицизма, как своеобразного религиозного учения о всемирной христианской империи. В своём курсе В. И. Герье показал зарождение, развитие и борьбу с этой идеей на протяжении длительного исторического периода.
Курс по истории Французской революции Герье впервые прочитал в 1869 году и через 35 лет он вылился в монографию «Идея народовластия и Французская революция». В курсе лекций «Новая история» (1892) он выделял XVIII век, как качественно новый этап всеобщей истории:

Люди XVIII века, передовые деятели, уже не заботятся, как их отцы и деды, о спасении души; их забота заключается в том, что нужно считать разумным и каким образом преобразовать действительность во имя тех отвлечённых начал, которые вытекают из разума.

Господствующим правилом, по его мнению, стал принцип равенства, реализация которого потребовала политического прогресса, то есть усовершенствования государственной жизни посредством реформ, что вызвало появление принципов гуманизма и космополитизма. Герье указывал ещё на одну характерную идею XVIII века — принцип народовластия. В своих лекциях Герье попытался ответить на вопрос о том, почему французская монархия в сложившихся условиях не смогла стать монархией просветительской. Французскую революцию он представил как одну из возможных форм движения; на примере других стран (Австрия, Португалия, Испания) он показал существование альтернативных возможностей организации отношений между обществом и властью.
История становления семинара Герье была длительной. Первоначально возник семинар, подобный ранее проводившемуся профессором Павлом Леонтьевым, для студентов старших курсов; затем Герье разделил свой семинар на несколько потоков. До Герье семинарские занятия служили для контроля за занятиями студентов, Герье сделал их своеобразной научной лабораторией, в которой происходило обучение исследовательским навыкам работы с источниками. Они уже не носили общепросветительского характера и поэтому Герье был против введения семинаров на Высших женских курсах.
В 1893 году один из специальных семинаров Герье преобразился в «Историческое общество при Московском университете». Председателем его был Герье; среди членов: Василий Ключевский, Михаил Соловьёв, Михаил Корелин, Сергей Трубецкой.
Николай Кареев так оценивал вклад Герье в науку:

Можно не соглашаться с его философскими, общественными, политическими взглядами, но нельзя отрицать, что научные вопросы он ставил широко, идейно, с философским уклоном, чем он и привлекал к себе желающих заниматься историей.
— Кареев Н. И. «Памяти двух историков». — С. 160.

### На рубеже веков
Герье всегда был сторонником конституционной монархии, и студенческие беспорядки всегда воспринимал настороженно. Однако он был сторонником увещевательных мер, а не крутых административных форм наказания.
В декабре 1894 года он заступился за студентов, изгнанных из университета за обструкцию, устроенную В. О. Ключевскому за его брошюру, посвящённую Александру III. Позиция Герье вызвала недовольство руководства университета; возникла конфронтация между сторонниками строгой системы наказания с ректором П. А. Некрасовым во главе, и либеральной профессурой, которую представлял В. И. Герье.
В ходе студенческих волнений 1901—1902 годов, когда в политическом словаре студентов появилось слово забастовка, Герье по-прежнему придерживался увещательной позиции. Герье считал, что студенческое движение имело характер внутриуниверситетского конфликта, и внимание внеуниверситетских властей лишь укрепляло студентов во мнении, что они являются мощным центром общественных инициатив.
В 1902 году В. И. Герье был избран членом-корреспондентом Академии наук. В честь пятидесятилетия научной и педагогической деятельности он получил высочайший рескрипт, подписанный собственноручно Николаем II, и был награждён орденом Святой Анны первой степени.
В декабре 1904 года, когда трое гласных Московской городской думы (В. И. Герье, Н. А. Найдёнов и И. А. Лебедев) отказались подписывать постановление, требовавшее демократических свобод, студенты устроили своему профессору обструкцию. Коллега Герье, харьковский профессор В. П. Бузескул, писал:

Тяжело положение русского профессора: чувствуешь себя лишним человеком. Удары грозят и слева и справа, и сверху и снизу. Для крайних левых — университеты лишь орудие для достижения их целей, и мы, профессора, — ненужный хлам, а сверху на нас смотрят как на неизбежное зло, лишь терпимое стыда ради перед Европой.
— ОР РГБ. — Ф. 70. — К. 28. — Д. 26.

### Политическая деятельность
С 1876 года Герье — гласный (с 1892 по 1904 гг. — председатель) Московской городской думы и губернского земского собрания; в 1876—1906 годах — председатель комиссии «О пользах и нуждах общественных», занимавшейся делами попечительства и другими вопросами. Организатор участковых попечительств о бедных, первых в России «Домов трудолюбия». С 1906 года — член государственного совета по назначению. В 1906 году он вступил в Союз 17 октября. Активно поддерживал аграрную политику министра внутренних дел и председателя Совета министров П. А. Столыпина. Участвовал в организации выборов в 1-ю, 2-ю и 3-ю Государственные думы. В архиве Департамента полиции сохранилась справка (1991 г.[когда?]), в которой указано:

Герье, Владимир Иванович … принадлежит к числу убежденных защитников критического взгляда на существующий общественный строй и современные университетские порядки.
Тем не менее, в 1911 году Герье был пожалован чин тайного советника.
Он никогда не был активным политиком. Столкнувшись с событиями, аналогичными событиям Французской революции, которой он уделял в своих исследованиях значительное место, он пришёл к выводу, что освещение, данное Тэном французской революции, имеет в настоящее время и для русских читателей тот интерес, что освещает событий в России 1905 года.
В предисловии к работе «Французская Революция 1789—95 года в освещении И. Тэна» (1911) он указывал:

Мы переживаем подобную же эпоху и нам может грозить подобное и даже худшее зло, чем то, которое обрушилось на французов в конце XVIII в., если мы повторим их политические заблуждения
— Герье В. И. Французская Революция 1789—95 года в освещении И. Тэна. — СПб., 1911. — С.2

### Московский житель

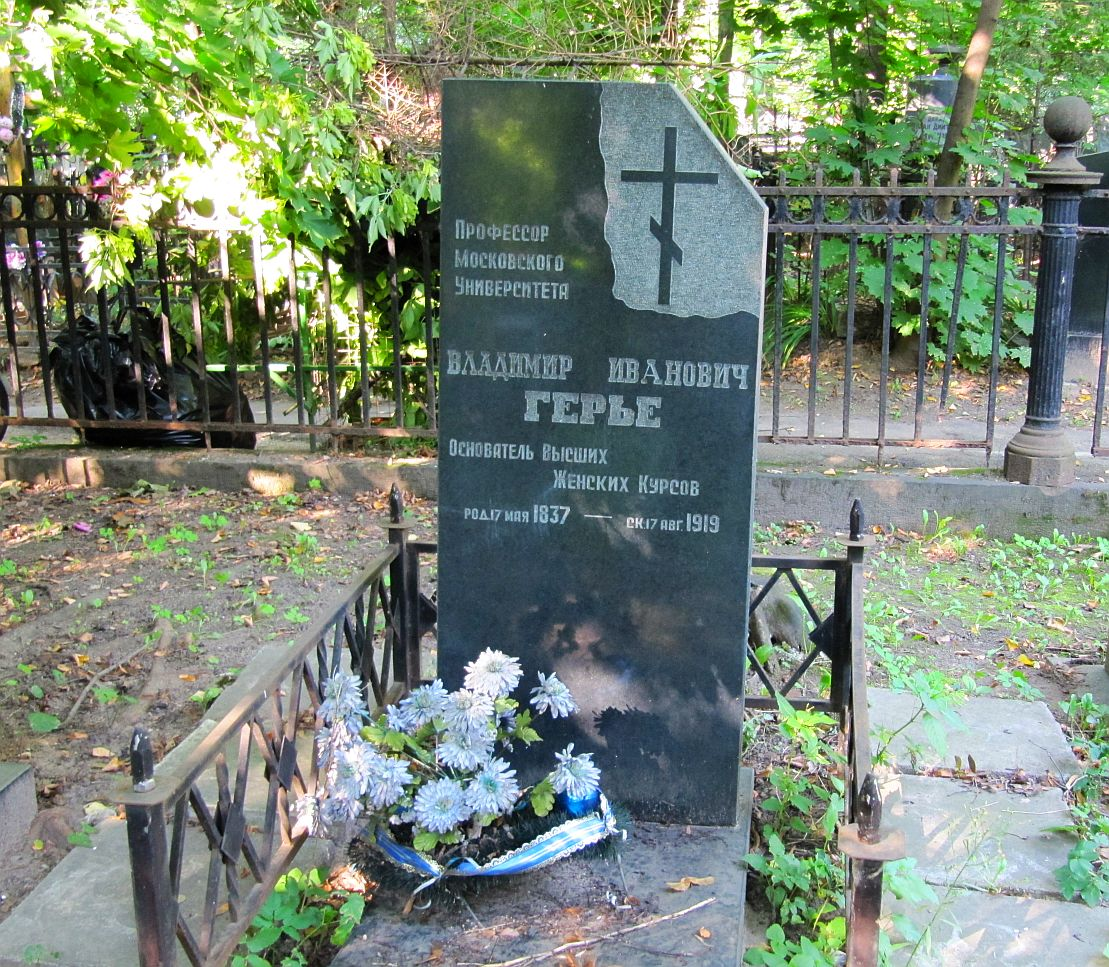
могила Владимира Ивановича на Пятницком кладбище Москвы (22 участок)

Семья Герье жила в Гагаринском переулке в деревянном доме, который

… был снаружи розовый, с резными украшениями. Внутри, из просторной передней направо вела дверь в большую комнату-залу с большим количеством разных растений в горшках и кадках.
— Угримов А. А. Из Москвы в Москву через Париж и Воркуту / (стр. 418) сост., предисл. и коммент. Т. А. Угримовой.. — М.: «RA», 2004. — 720 с.
Здесь проходили домашние семинары учеников Герье.
Похоронен на Пятницком кладбище в Москве в одной ограде с Т. Грановским.

## Ученики
Герье обладал способностью различать среди студентов наиболее талантливых и способных к науке юношей. Все оставленные им при университете талантливые студенты, оправдали доверие учителя и даже превзошли своего наставника. Он поощрял самостоятельность суждений, но был очень строг со своими учениками — теми, кто под его руководством готовился к получению профессорского звания. Герье всегда (и на семинарах, проходивших в его доме) оставался представителем университета и даже личное общение с Герье было для его учеников столь же обязательно, как посещение лекций и сдача экзаменов.
Первым учеником Герье, защитившим магистерскую диссертацию стал Н. И. Кареев. Выбрав славяно-русское отделение факультета Кареев под влиянием лекций Герье на четвёртом курсе перешёл на историческое отделение. Имея со своим студентом полное мировоззренческое непонимание, Герье, тем не менее, предложил ему своё руководство в подготовке к магистерскому экзамену. Впоследствии, между профессорами двух столичных университетов, петербургского и московского, завязалось многолетнее сотрудничество. Благодаря Карееву для написания статей в словарь Брокгауза и Ефрона был привлечён и В. И. Герье: он написал статьи о Я. Гусе, Ш. Монтескьё, Ж.-Ж. Руссо, И. Тэне и др.
В 1880 году магистерскую диссертацию защитил П. Г. Виноградов. Видя в нём своего наиболее последовательного преемника, Герье много участвовал в его назначении университетским преподавателем и П. Г. Виноградов сохранил форму особых, личных отношений своего учителя с учениками, возведя его в свой собственный принцип.
Наиболее близким по мировоззрению учеником В. И. Герье был М. С. Корелин. По ходатайству учителя Совет Университета назначил Корелину стипендию Министерства народного просвещения. Корелин стал полным единомышленником Герье; он писал своему учителю:

С первого же года меня начали упрекать в элементарности (то есть в отсутствии широких обобщений) и сухости (то есть в отсутствии лирических отступлений и пикантных намёков). Я… решившись учить, а не забавлять, изгнал из курса всё, кроме науки.
— ОР РГБ. Ф. 70. К. 45. Д. 15.
Герье и Корелин были не очень популярными профессорами, однако никогда не изменяли своему направлению, сетуя на историческую моду и популярность схематизаторов истории.
С другим учеником — Р. Ю. Виппером — у Герье сложились непростые отношения. Талантливый ученик за магистерскую диссертацию, тему которой выбрал Герье, получил степень доктора, минуя степень магистра. Кроме того, по ходатайству своего учителя, Виппер получил премию С. М. Соловьёва и стал преподавателем Новороссийского университета в Одессе. Затем Герье помогал Випперу устраиваться в Москве. Однако в конце концов между учителем и учеником наступил разрыв в отношениях.
Ещё один ученик — П. Н. Ардашев — полностью сформировался в семинарии Герье по Французской революции. Организовав собственный семинарий, Ардашев не выходил за рамки «французской темы». Таким образом, ученик и учитель сформировали новое направление в русской исторической науке.
Тему католицизма развивал ученик Герье С. А. Котляревский, защитивший по этой тематике магистерскую и докторскую диссертации.
Одним из самых близких и плодовитых учеников В. И. Герье стал Е. Н. Щепкин, внук знаменитого артиста.

## Семья
Жена: Евдокия Ивановна. Согласно одному источнику супруги имели трёх дочерей: Елену, Любовь (в замужестве — Матвеева) и Софью (теософка).
Согласно другому источнику их дети:
- Елена (1868—?)
- Ирина (1870—?)
- Александр (1871—1893)
- Софья (1878—1956), филолог, переводчица с итальянского и немецкого (в том числе целого ряда статей И. В. Гёте[36]).

## Память
- Памятник В. И. Герье был открыт 28 октября 2022 года во внутреннем дворе Главного корпуса МПГУ[37][38].

### Книги
- Жизнеописания Плутарха : Пер. с греч. / Под ред. [и с предисл.] В. Герье. — Вып. 1. — М.: Общество распространения полезных книг, 1862;
- Очерк развития исторической науки. — М.: Унив. тип. (Катков и К°), 1865;
- Лейбниц и его век. Т. 1—2. — СПб.: печатня В. Головина, 1868—1871;
- Виллигиз, архиепископ Майнцский, 975—1011 (по рукописи XII в.). — М.: Унив. тип. (Катков и К°), 1869;
- Отношения Лейбница к России и Петру Великому (по неизданным бумагам Лейбница). — М., 1871;
- Республика или монархия установится во Франции? — СПб.: тип. В. Безобразова и К°, 1877;
- Новая история. 1876—1877. — М., 1878;
- Герье В. И., Чичерин Б. Н. Русский дилетантизм и общинное землевладение: Разбор книги князя А. Васильчикова «Землевладение и земледелие». — М., 1878. — 250 с.
- Римская история: Лекции орд. пр. В. И. Герье. — СПб., 1879;
- Сергей Михайлович Соловьёв. — СПб.: тип. А. С. Суворина, 1880;
- Понятие о власти и народе в наказах 1789 года. — М., 1884;
- Новая история. — М., 1886;
- L’abbé de Mably, moraliste et politique. — Paris: Vieweg, 1886;
- История Франции XVIII века. Последнее десятилетие — М., 1888;
- Политические теории XVIII века. — М., 1889;
- Новая история. 1891—1892. — М., 1892;
- Ипполит Тэн в истории якобинцев. — СПБ., 1894;
- О научном движении в области древнейшей римской истории // Сборник Исторического общества при Московском университете. — М., 1898. — С. 37—74
- Основы римской истории (пособие к лекциям). — М.: т-во «Печатня С. П. Яковлева», 1899;
- История Рима: Лекции з. п. Владимира Ивановича Герье. — М.: типо-лит. В. Рихтер, 1901;
- История XVIII века : Лекции. — М.: типо-лит. Ю. Венер, 1902;
- Лекции по римской истории, заслуж. проф. В. И. Герье. — М.: типо-лит. В. Рихтер, 1904;
- Идея народовластия и Французская революция 1789 года. — М.: т-во «Печатня С. П. Яковлева», 1904;
- О конституции и парламентаризме в России. — М.: Тип. «Русского Голоса» (Н. Л. Казецкаго), 1906;
- О программе партии «народной свободы». — М., 1906;
- Первая русская Государственная дума. Политические воззрения и тактика её членов. — М., 1906
- Герье В. И. Вторая Государственная Дума. — М.: Печатня С. П. Яковлева, 1907. — 379 с.
- Франциск, апостол нищеты и любви. — М.: т-во «Печатня С. П. Яковлева», 1908;
- Блаженный Августин. Зодчие и подвижники Божьего царства. — М.: т-во «Печатня С. П. Яковлева», 1910;
- Французская Революция 1789—95 г. в освещении И. Тэна. — СПб.: А. С. Суворин, 1911;
- Второе раскрепощение: Общ. прения по Указу 9 нояб. 1906 г. в Гос. думе и в Гос. совете. — М.: т-во «Печатня С. П. Яковлева», 1911;
- Значение Третьей Думы в Истории России. — СПб.: тип. т-ва А. С. Суворина «Новое время», 1912;
- Западное монашество и папство. — М.: т-во «Печатня С. П. Яковлева», 1913;
- Император Александр I и Наполеон // Речи … в память 1812 г. — М.: Имп. О-во истории и древностей рос. при Моск. университете,, 1913. — С. 5—18;
- Философия истории от Августина до Гегеля. — М.: т-во «Печатня С. П. Яковлева», 1915;
- Расцвет западной теократии. — М.: т-во «Печатня С. П. Яковлева», 1916.

### Журнальные статьи
Из журнальных статей Герье особенно выдаются статьи:
- по университетскому вопросу («Вестник Европы», 1873, 1876),
- по высшему женскому образованию («Вестник Европы», 1877),
- по римской истории (там же, 1875, 1877), по истории Франции в XVIII в.,
- по истории французских политических учений («Сборник государственных знаний», т. III; «Вестник Европы», 1878 и 1887 годов; «Исторический Вестник», 1880 и 1882; «Русская Мысль», 1882 и 1883);
- по истории средневекового миросозерцания («Вестник Европы», 1891 и 1892 годы).
- В «Historische Zeitschrift» Зибеля Герье поместил обширную статью о С. М. Соловьёве.
- В словаре Брокгауза и Ефрона помещено несколько обширных статей Герье.